# Chimonocalamus burmaensis
Chimonocalamus burmaensis là một loài thực vật có hoa trong họ Hòa thảo. Loài này được (C.S.Chao & Renvoize) D.Z.Li mô tả khoa học đầu tiên năm 1994.